# Lista de éxitos
Una lista de éxitos es una lista ordenada de las canciones más populares en un momento concreto de la historia, o bien según las ventas, o bien según el número de veces que se han emitido en la radio o en la televisión (véase airplay). Este término se usó por primera vez en la década de 1930, cuando la revista semanal Billboard publicó su primera lista de éxitos musicales el 4 de enero de 1936. También se usó este término en programas de radio y televisión sobre música como Your Hit Parade, que se emitió en Estados Unidos desde 1935 hasta 1953 en la radio y desde 1950 hasta 1959 en la televisión.